# Sune K. Bergstrom
Sune Karl Bergström (Stockholm, Švedska, 10. siječnja, 1916. – 15. kolovoza, 2004.) bio je švedski biokemičar koji je 1982.g. podijelio Nobelovu nagradu za fiziologiju ili medicinu s Bengt I. Samuelssonom i John R. Vaneom, za svoja otkrića vezana uz prostaglandine i povezane tvari.
Bergström je sa svojim suradnicima uspio u purifikaciji dva važna prostaglandina, PGE i PGF, i u otkrivanju njihove kemijske strukture. Otkrio je da prostaglandini nastaju iz nezasićenih masnih kiselina, uglavnom arahidonske kiseline. Prisutnost tih masnih kiselina u većini stanica ljudskog tijela dalo je osnovu za novi biološki sustav koji čini temelj mnogih procesa u zdravom i bolesnom tijelu. 
Bergströmova otkrića dovela su do povećanog interesa znanstvenika za nezasićene masne kiseline.

## Vanjske poveznice
- Nobelova nagrada - autobiografija (engl.)